# 奥热瓦勒 (埃纳省)
奥热瓦勒（法語：Orgeval，法語發音：[ɔʁʒəval]）是法国上法兰西大区埃纳省的一个市镇，属于拉昂区。

## 地理
奥热瓦勒（49°30'27"N, 3°42'14"E）面积2.41 平方千米，位于法国上法蘭西大區埃纳省，该省份为法国北部内陆省份，北起北部省，西接索姆省和瓦兹省，东临阿登省和马恩省，西南至塞纳-马恩省，东北部与比利时接壤。
与奥热瓦勒接壤的市镇（或旧市镇、城区）包括：比耶夫尔、谢雷、马蒂尼库皮埃尔、蒙沙隆。

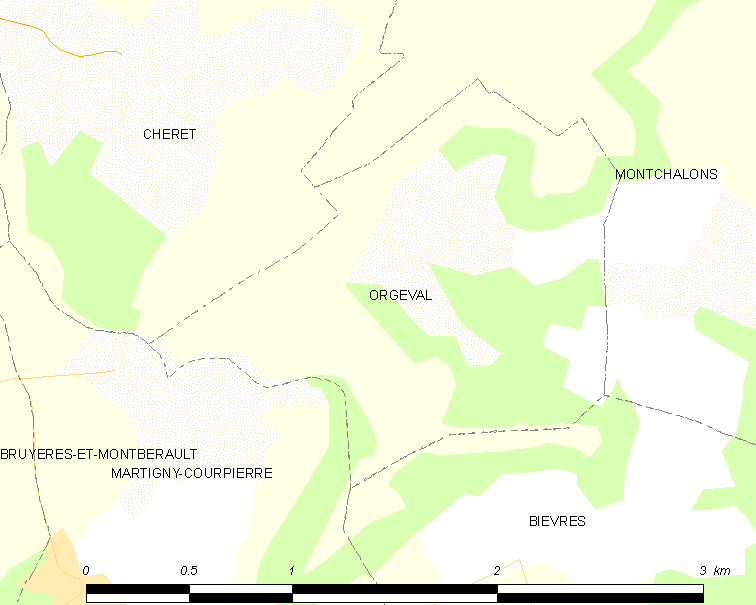
的OSM定位图

奥热瓦勒的时区为UTC+01:00、UTC+02:00（夏令时）。

## 行政
奥热瓦勒的邮政编码为02860，INSEE市镇编码为02573。

## 政治
奥热瓦勒所属的省级选区为拉昂第二县。

## 人口

1962-2008年间人口变化图示

奥热瓦勒于2022年1月1日时的人口数量为55人。